# Jean da Silva
 (décembre 2014).
 (janvier 2023).
Jean da Silva est un pilote et copilote de rallye-raid français.

## Biographie
Jean da Silva est un pilote automobile qui fut classé pilote de notoriété Rallye Raid FISA en 1990.
Il a notamment été le pilote de Henri Magne, Dominique Rocheteau, Bernard Maingret, Ph.Bocande et D.Thomas, ainsi que le copilote de Jacky Ickx, Jean-Pierre Jaussaud, René Metge, Cyril Neveu, Philippe Wambergue, Andrew Cowan, Patrick Zaniroli et Jean-Louis Schlesser.
Aujourd'hui[Quand ?], Jean da Silva est pilote, consultant, manager, organisateur pour les activités de loisirs et de voyages liées aux 4x4 et à la pratique responsable du tout-terrain.

## Palmarès
- 10 ans en équipe d'usine en sport automobile:
- 47 participations en rallye-raid;
- 13 PARIS-DAKAR à compter de 1982, VAINQUEUR en 1985 (copilote de P.Zanirolli sur Mitsubishi Pajero), 2e en 1984 sur Range Rover, 7e en 1986, 10e en 1989, 12e en 1990;
- 6 rallyes de Tunisie, VAINQUEUR en 1987 (copilote B.Maingret sur Mitsubishi), 3e en 1989, 6e en 1988;
- 7 rallye de l'Atlas (Maroc) : 2e en 1985 et 1989, 7e en 1988 et responsable sportif pour l'itinéraire et le road-book en 1995;
- 5 courses à la BAJA Espagnole : VAINQUEUR en 1986 et 1987 (copilote Hubert Rigal sur Mitsubishi Pajero), 7e en 1988 et 1993, 8e en 1994;
- 2 courses à l'AUSTRALIAN SAFARI, en 1985 et 1986;
- 4 rallye des Pharaons, 4e en 1994;
- 2 rallyes de Grèce : vainqueur en T1 (prototypes) en 1992, 3e en T2 en 1990;
- 1 rallye Paris/Moscou/Pékin, en 1995 (organisation);
- 1 rallye Paris/Moscou/Oulan Bator, en 1996 (organisation);
- 2 MASTER Rallye Paris/Moscou/Pékin, en 1995 et 1996 (organisation);
- 1 course à la Baja Portugal 1000, en 1993;
- 1 course VERONICA BEACH 4x4, aux Pays-Bas;
- 1 course UAE Desert Challenge, 4e en 1994;
- Team manager au MASAFI rallye à Dubaï;
- Team manager au Pharaon rallye pour les pilotes du Golfe Persique et entrainement des pilotes à Dubaï;
- Pilote sur 46 courses nationales sur terre, 12 victoires scratch toutes catégories, 40 podiums et plusieurs victoires de groupe;
- Champion de France pilote endurance Tout Terrain en 1986 et 1987;
- Vainqueur des 24 heures de Paris en 1989;
- Classé pilote de notoriété Rallye Raid FISA en 1990;
- Vainqueur du Trophée des Champions à Val d'Isère en 1989.

## Pilote-Consultant-Manager-Organisateur
- Fondateur de JDS LOISIRS SARL en 1990 (sigle commercial : Rando Espace 4x4).
- Organisateur et guide de Raids aventure, en Afrique et en Asie.
- Intégré dans les meilleures équipes d'usines : Mercedes-Benz France, Land Rover France, Mitsubishi RALLI-ART, Peugeot Talbot Sport, UMM SPORT et SEAT SPORT.
- Instructeur technique chez MERCEDES-BENZ France, de 1980 à 1982.
- Team Manager de MITSUBISHI RALLI-ART (créateur et patron pilote du service compétition), de 1984 à 1989.
- Conseiller technique et logistique en rallyes-raids, pour les rallye de Tunisie 1993 et 1994, rallye de l'Atlas 1995, rallyes Paris/Moscou/Pékin 1993/95/96, et Paris/Dakar 1994/95/96.
- Traceur des itinéraires et rédacteur des road books en rallye-raid, en 1992/93/94/95/96.
- Stages de navigation terrestre, Val d'Isère 1985, Camel trophée 1985, Tunisie 1993, MASTER Rallye 1996.
- Organisateur du 1er salon de l'Aventure et des sports tout-terrain, à Cergy-Pontoise en 1990.
- Créateur et organisateur du Trophée des conducteurs de 4x4 (1992/1993/1994).
- Promoteur officiel en France, Belgique, Suisse, Espagne et Portugal pour le Rallye Tout Terrain de Grèce, de 1990 à 1996.
- Cofondateur du Team Foot en 1992 avec DOMINIQUE ROCHETEAU, JOËL BATS, HENRI MICHEL,..
- Organisateur, animateur de conventions d'entreprises et d'évènements automobiles.
- Créateur et organisateur de l'opération JACADI au Mondial de l'automobile en 1992, organisation de l'opération La Nuit des Héros à Carpentras en 1992.
- Membre de commissions à la Fédération Française de Sports Automobile, de 1985 à 1998.
- Organisateur du Salon de l'Automobile à Sallanches, en 1998.
- Organisateur du 1er et 2e Salon 4x4 en Haute-Savoie, en 1997 et 1998.